# ドミトリー・シェピーロフ
ドミトリー・トロフィーモヴィチ・シェピーロフ（ロシア語: Дмитрий Трофимович Шепилов、ラテン文字表記の例：Dmitri Trofimovich Shepilov、1905年11月5日（ロシア旧暦では10月23日） - 1995年8月8日）は、ソビエト連邦の政治家、農業経済学者。フルシチョフの時代に外務大臣を務めた。日ソ共同宣言調印時の外務大臣である。1957年の反党グループ事件に関与した。

## 生涯

### 前半生
1905年11月5日にロシア帝国のアシハバード（現在のトルクメニスタンのアシガバート）の労働者の家庭に誕生する。1926年にモスクワ大学法学部を卒業し、ヤクート共和国次席検事、検事正代理となり、1928年から1929年まで西部州（現在のスモレンスク州）検事補を務める。1931年から1933年までモスクワの赤色教授研究所で学びながら、雑誌『農業戦線』の責任書記を務める。1933年に同研究所を卒業し、ソフホーズの政治課長、1935年にソビエト連邦共産党中央委員会農業科学部門副主任となる。
理学博士号を取得し、ソ連科学アカデミー経済学研究所科学書記となる。1937年から1941年までモスクワの各大学で経済学を教える。
バルバロッサ作戦開始から間も無い1941年7月、シェピーロフはソビエト人民義勇軍に加わり、1941年から1942年のモスクワの戦いでは、義勇軍モスクワ支部の政治委員であった。1942年から1943年まで第24軍で、1944年から1946年まで第4親衛軍で政治委員を務める。終戦時の階級は少将。オーストリア東部のソビエト占領期初期に当たる1945年5月から翌1946年2月まで、ソビエト連邦軍幹部としてウィーンに駐在した。

### 権力闘争
1946年2月にシェピーロフはソ連軍政治総局宣伝・扇動局副局長に任命された。1946年8月2日には共産党機関紙『プラウダ』宣伝部長となる。
1947年半ばに共産党中央委員会宣伝・扇動局長ゲオルギー・アレクサンドロフが、その著書中でロシアの思想家の業績を過小評価しているとして公然批判され、他の宣伝・扇動局幹部らとともに失脚。同年9月18日、シェピーロフが宣伝・扇動局第一副局長に任命される。新しく宣伝・扇動局長になったミハイル・スースロフは他の公務を兼任しており、シェピーロフが宣伝・扇動局の日常業務をほぼ統括することになった。
モスクワ時代のシェピーロフは、細部まで鮮明な記憶力と博識と洗練された身のこなしで知られ、ヨシフ・スターリン側近で共産主義イデオロギーの責任者であったアンドレイ・ジダーノフの下で共産主義イデオロギーを担当した。1947年12月1日アンドレイ・ジダーノフの息子ユーリが宣伝・扇動局科学部門主任に任命されたことで、シェピーロフは、上司の息子を指導監督するという微妙な立場に置かれた。さらにユーリがスターリンの娘スヴェトラーナと結婚したこと、アンドレイ・ジダーノフは当時スターリンにもっとも近い側近で、ソビエト指導部内に政敵が多かったことで、難しい対応を迫られることになった。
1948年4月、シェピーロフの承認のもと、ユーリ・ジダーノフが、スターリンが後押ししていた生物学者トロフィム・ルイセンコを批判、これを利用してアンドレイ・ジダーノフの権威を失墜させようとする政治局員とジダーノフとの間で激しい政治対立が生じた。同年7月1日、対立陣営の中心人物であるゲオルギー・マレンコフが共産党書記局を掌握、シダーノフは2カ月の休暇を与えられ休暇中に急逝した。しかしシェピーロフはこの政変を乗りきり、さらに同年7月10日、宣伝・扇動局長に昇進。続いて起きた共産党政治局員ニコライ・ヴォズネセンスキーの失脚、処刑にいたる党内抗争もひとまず乗りきったものの、ヴォズネセンスキーがまだ権力の座にあったときに、共産党の理論誌『ボリシェヴィキ』によるヴォズネセンスキーの経済学書の出版をシェピーロフが許可していたことで、1949年7月14日に批判される。1950年～1958年、ソ連最高会議代議員。
1952年にスターリンの指示により、スターリンが発表した論文「ソ連の社会主義における経済問題」に基づく経済学教科書を執筆。同年11月18日、第19回共産党大会で『プラウダ』編集長に任命される。

### フルシチョフの理論的支柱
1953年3月5日にスターリンが死去し、シェピーロフは後任の最高指導者であるニキータ・フルシチョフに与し、マレンコフ首相と争うフルシチョフを理論面で支えた。同年にソビエト科学アカデミー通信会員となる。マレンコフが消費財の増産を主張したのに対し、シェピーロフは重工業・国防産業の重点化を説き、マレンコフを以下のように批判した。
| 「 | 一般に理解される言葉で言えば、これは重工業、機械製作、エネルギー、化学工業、電子、ジェット工学、誘導システムなどの研究開発推進の利益を帝国主義世界…に明け渡すことである。さらなる人民の武力放棄につながりかねないこれ以上の反社会主義的腐敗理論は想起することも難しい。 | 」 |

1955年2月にマレンコフは首相を解任された。一方シェピーロフは同年7月12日、党中央委員会書記に選出され、引き続き『プラウダ』編集長を担当した他に共産主義理論上級研究員となり、1956年2月の第20回党大会でフルシチョフがスターリン批判を行ったいわゆる「秘密演説」の起草に関わった。

### 外務大臣
シェピーロフの専門分野は共産主義イデオロギーであったが、やがて外交政策にも関わることになる。1947年から1948年に始まったソ連とユーゴスラビアの間の対立を解消するため、1955年5月にフルシチョフと新たに首相に就任したニコライ・ブルガーニンと共にユーゴスラビアを訪問した。当時のユーゴスラビア政府指導者だったヴェリコ・ミチュノヴィチがその時の様子を語っている。
| 「 | チトーとの昼食会の席上、先ほどシェピーロフから説明を受けた事項についてフルシチョフは何度もシェピーロフに確認した。ミチュノビッチは言う。「シェピーロフはそのつどテーブルナプキンをはずし、席から立ち上がってあたかも公式報告のように、そのとおりでございます、第一書記、と返答し、また座りなおした。私はシェピーロフの態度にも、それを受けて平然としているフルシチョフにも非常に違和感を持った」 | 」 |

1955年7月にエジプトを訪問したシェピーロフは、ガマール・アブドゥン＝ナセルと会談し、武器供与協定を締結した。これはソ連によるエジプト軍政の事実上の承認であり、後のエジプトとの同盟関係に道を開くものであった。またこれは非共産圏第三世界諸国との外交においてそれまでにない柔軟性を示し、スターリン時代の非協調路線とは一線を画す出来事であった。第20回ソビエト共産党大会後の1956年2月27日にシェピーロフは中央委員会幹部会（1952年以前及び1966年以降の政治局に当たる）の委員候補（議決権の無い委員）となる。
1956年7月1日にヴャチェスラフ・モロトフの後任として外務大臣に就任した。『プラウダ』編集長は退任したが、中央委員会書記には12月24日までとどまった。1956年7月初めにシェピーロフは再びエジプトを訪問し、アスワン・ハイ・ダムの建設協力を申し出た。エジプトと西側諸国の関係悪化にともない同月にアメリカの主導する世界銀行の資金供与が引き上げられると、エジプトはソ連の提供を受け入れた。
1956年7月26日にナセルがスエズ運河国有化を宣言すると、翌27日にシェピーロフはソ連駐在エジプト大使と会い、エジプトを全面支持することを申し出た。このエジプト支持の姿勢は7月31日のフルシチョフの演説で公にされた。スエズ運河の自由航行に関する条約調印国として、ソ連も8月中旬にロンドンで開かれたスエズ問題に関する国際会議に招かれたが、シェピーロフははじめ参加を見合わせていた。しかし政府指導部により参加の方針が決まると、ソ連代表団団長として会議に参加。会議ではスエズ運河を国際管理下に置くというアメリカの提案が18対4で採択されたが、シェピーロフは指導部の指示通りインド・インドネシア・セイロンの票を得ることに成功した。
1956年10月から11月のハンガリー動乱とスエズ危機の間、シェピーロフは国際連合安全保障理事会ソビエト連邦代表だったが、あらゆる重要な政治判断はフルシチョフや他のソビエト連邦最高指導者によるものであった。

### 作曲家会議
1957年2月14日にシェピーロフは再び党中央委員会書記に就き、共産主義イデオロギーを担当。翌日にアンドレイ・グロムイコが外務大臣に就任する。党中央書記として1957年3月に第2回作曲家会議に参加し、1948年1月の第1回会議で決議されたドミートリイ・ショスタコーヴィチ以下のモダニズム作曲家非難を再確認した。同年、この会議の後にショスタコーヴィチがひそかに作曲したピアノ、4人のバス、合唱のための風刺カンタータ『反形式主義的ラヨーク』（1989年公開初演）では、司会者に続いて登場するイェジニーツィン、ドヴォイキン、トロイキンの3人をそれぞれスターリン、ジダーノフ、シェピーロフに擬している。シェピーロフはまたジャズやロックを、「野蛮な原始人の馬鹿騒ぎ」、「本能と劣情の暴発」と批判した。

### 失脚
1957年6月のいわゆる反党グループ事件で、幹部会の多数のメンバーがフルシチョフを排除しようとしたとき、反フルシチョフ派の中央委員会書記はシェピーロフだけだった。シェピーロフは謀略の最後の段階で、幹部会の多数が参画しているとラーザリ・カガノーヴィチに説得されて謀議に加わったとされる。中央委員会を掌握したフルシチョフはシェピーロフの裏切りを見て激怒、1957年6月29日にシェピーロフは党中央委員会委員を解任され、すでにクーデター加担が明らかになっていた他の三人（モロトフ、マレンコフ、カガノーヴィチ）とともに報道機関を通じて非難された。シェピーロフと親しかったゲオルギー・ジューコフ元帥も数カ月後、おそらくこの事件の影響もあって解任された。
党中央委員会の職を失った後、シェピーロフはキルギスタン科学アカデミー経済研究所長に就任したが、すぐに副所長に降格した。1960年にモスクワに呼び戻されソビエト科学アカデミーから追放、1982年に退職するまでソビエト国立公文書館（ゴサルヒーフ）の館員として働く。1961年11月の第22回共産党大会での第2次「反党グループ」批判を受け、1962年2月21日に共産党を除名。1976年に共産党に再入党するも、主要な地位に就くことはなかった。
1964年10月にフルシチョフが失脚すると、シェピーロフは回想録を書き始める。執筆は1970年頃まで断続的に続いた。1982年に年金生活に入る。89歳でモスクワで死去。回想録は一時原稿が紛失するが、後に発見され2001年に出版された。

## 「そしてそこに加わったシェピーロフ」
「そしてそこに加わったシェピーロフ」というフレーズがニュース報道で盛んに繰り返され、ソ連時代のアネクドートにもなった。
- もっとも長い姓は？とエレバン放送に質問したところ、回答は「イプリムクヌーフシィクニムシェピーロフ（ロシア語: Ипримкнувшийкнимшепилов、そしてそこに加わったシェピーロフ）」だった。
- 昔ロシアでは1本のウォトカを3人で空ける風習があったが、ときに4人目が加わることもあった。4人目の人物は後世「シェピーロフ」と呼ばれることになる。

これらのアネクドートは反党グループ事件の首謀者をソ連の報道機関が「3人の主犯格、そしてそこに加わったシェピーロフ」と表現したことを皮肉ったものである。

## 関連資料
- （ロシア語） I primknuvshii k nim Shepilov: pravda o cheloveke, uchyonom, voine, politike, eds. Tamara Tochanova and Mikhail Lozhnikov, Moscow, 1998.
- （ロシア語） Dmitry Shepilov. "Vospominaniia" in Voprosy istorii 1998, no. 4.
- （ロシア語） Biography
- （ロシア語） K.A. Zalessky. Imperiya Stalina. Biograficheckij Entsiklopedicheskij slovar'. Moscow, Veche, 2000. ISBN 5-7838-0716-8

### 自伝
- （ロシア語） Шепилов Д.Т. Непримкнувший. Воспоминания Издательство «ВАГРИУС», 2001. ISBN 5-264-00505-2

### ロシア語伝記
- Obshchestvennoe i lichnoe v kolkhozakh, 1939, 79p.
- Velikij sovetskij narod, Moscow, 1947, 47p.
- I. V. Stalin o kharaktere ekonomicheskikh zakonov sotsializma, Moscow, Gosudarstvennoe izdatel'stwo politicheckoj literatury, 1952, 35p.
- Pechat' w bor'be za dal'nejshij pod'em sel'skogo hozyajstwa, Moscow, Gosudarstvennoe izdatel'stwo politicheckoj literatury, 1954, 63p.
- Za dal'nejshij rastsvet sovetskogo hudozhestvennogo tvorchestva, 1957, 31p.

### 英語伝記
- Speech at the 20th Congress of the C. P. S. U., February 15, 1956, Moscow, Foreign Languages Publishing House, 1956, 28 p.
- The Suez Problem, Moscow, Foreign Languages Publishing House, 1956, 95p.